# Хитрик, Изабелла Иосифовна

Изабелла Хитрик

Изабелла Иосифовна Хитрик (3 октября 1932, Москва — 14 сентября 1989, там же) — российский советский музыковед и педагог.

## Биография
Родилась в Москве. Её мать, Эмилия Цетлин, была родственницей поэта-эмигранта Михаила Цетлина, автора книги о композиторах Могучей кучки. Её отец, директор одной из московских типографий, был незаконно репрессирован в 1940 году и вернулся из лагерей в 1953 году. 
В начале войны маленькой девочкой попала в эвакуацию с матерью, школьной учительницей, и старшей сестрой. Вернувшись в Москву, окончила школу, затем окончила с отличием Музыкально-педагогический институт имени Гнесиных по специальности «музыковедение» (ученица проф. Б. В. Левика), и одновременно Музыкальное училище имени Гнесиных по специальности «виолончель». Преподавала историю и теорию музыки в различных музыкальных школах Московской области. В 1980-х годах курировала преподавание этих дисциплин в Московской области в качестве методиста по музыкальному воспитанию этого региона. Играла на виолончели в оркестре Московского Дома Учёных. Умерла от внезапной остановки сердца в 1989 году.

## Музыковедческие работы
Публиковала статьи по теории и практике музыкального воспитания, а также обзоры музыкальных концертов в таких периодических изданиях как «Советская культура», «Советская музыка», «Музыкальная жизнь».
Основная работа Изабеллы Хитрик как музыковеда — монография «Лирический дневник Шопена» — была издана посмертно, в 2001 году, и заслужила высокие оценки критиков. Рецензент «Независимой газеты» отмечал, что книга «отличается революционностью подхода»:
На основе анализа музыкальной формы вальсов великого польского композитора, автор вскрывает жизненную подоплёку, реконструируя, таким образом, историю их написания и черпая новые биографические сведения непосредственно из музыкальных произведений.
Критик Максим Скворцов назвал книгу «новаторской с точки зрения методологии музыковедческого исследования»:
Изабелла Хитрик привлекает не только биографический материал, используя реальные дневниковые материалы и переписку Шопена с его близкими, но и материал сугубо музыкальный — в частности, вальсовое наследие великого польского композитора, ранее не изучавшееся так подробно и тем более в подобном ключе. Можно сказать что исследовательский метод Хитрик — это удивительно органичный симбиоз музыковедения и филологии. Автор исследования последовательно пытается показать, насколько тесна связь между реальной жизнью Шопена и его вальсами.

## Другие книги
Сказочная повесть для детей «Секрет маэстро Сольми», написанная Изабеллой Хитрик в 1980-е годы в соавторстве с её племянником, писателем Анатолием Кудрявицким, была опубликована в конце 2011 года в Ирландии эмигрантским издательством Lynx.

## Книги
- «Лирический дневник Шопена: Книга для музыкантов и любителей музыки». Художник Э. Фарбер. — Москва-Париж-Нью-Йорк: Изд-во «Третья волна», 2001, 176 с ISBN 5-239-01852-2
- Изабелла Хитрик, Анатолий Кудрявицкий. «Секрет маэстро Сольми». Сказочные путешествия в страну музыки. Изд-во Lynx, Дублин, 2011. ISBN 978-1-4478-5352-7

## Об авторе
- Анатолий Кудрявицкий. Изабелла Хитрик. // И. Хитрик. Лирический дневник Шопена. — Москва — Париж — Нью-Йорк: Третья волна, 2001. — С. 3-5.
- Максим Скворцов. Четырнадцать вальсов и одна жизнь. // Ex Libris/Независимая газета, 25 мая 2001